# Fumo liquido
Il fumo liquido o estratto di fumo è un concentrato di fumo utilizzato per conferire l'aroma di fumo a prodotti alimentari senza dover ricorrere all'affumicatura.

## Storia
Il fumo liquido viene commercializzato per la prima volta dallo statunitense Ernest H. Wright nel 1895 in bottiglie con il nome di "fumo condensato". Wright era interessato alla chimica e dopo esser diventato proprietario di una farmacia, si interessò alla chimica della combustione del legno. Wright quindi riuscì a creare un liquido al gusto di fumo creato attraverso la condensazione. Secondo il suo procedimento il legno brucia, il fumo entra nelle condutture di una stufa e qui viene introdotta dell'aria fredda che fa condensare il fumo. La scoperta del fumo liquido avvenne durante una "gara" con i suoi amici; dopo aver affumicato del prosciutto, lo scopo dell'esperimento era creare il gusto del prosciutto senza affumicarlo e, in caso di esito positivo, il prodotto sarebbe stato venduto. In America è diffuso negli Stati Uniti e in Canada, in Europa il prodotto è arrivato negli anni '80 ed è soprattutto utilizzato nei paesi del Nord Europa.

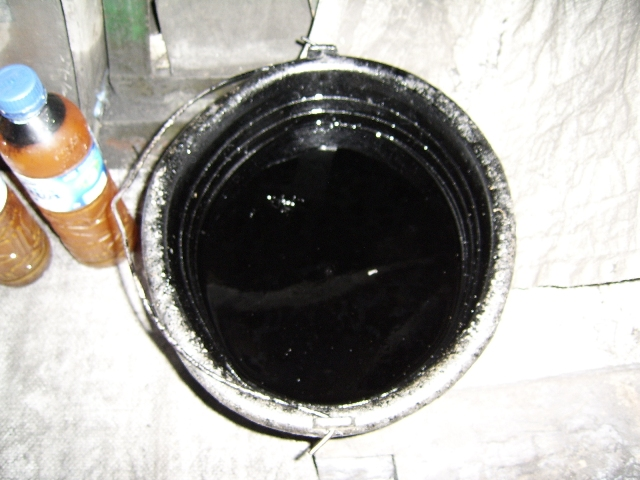
Pentolino con fumo liquido.

## Processo di produzione
Il fumo liquido è ottenuto in Europa dalla combustione del legno di faggio, mentre in America (Canada e Stati Uniti) è utilizzato il legno di Hickory, una varietà nordamericana della noce. Il legno viene quindi pulito ed essiccato fino ad avere un'umidità dell'1%, poi viene messo in una camera di combustione ad una temperatura tra 300 e 400 gradi, dove avviene il processo di pirolisi del legno. Il fumo prodotto è convogliato a una torre di condensazione dove incontra un flusso d'acqua fredda e condensa in una camera di decantazione. La miscela prodotta talvolta è filtrata con il carbone. Un altro metodo di produzione è il gorgogliamento in acqua fredda del fumo prodotto e la concentrazione degli aromi in miscela, il fumo liquido quindi viene estratto e filtrato.

## Utilizzo
Il fumo liquido può essere applicato con quattro modalità:
- immersione
- docciatura
- nebulizzazione, utilizzato per i salumi di piccole dimensioni come salsicce e würstel e formaggi di piccole dimensioni.
- incorporato o iniettato nell'impasto

Negli Stati Uniti è utilizzato nel 76% degli alimenti affumicati, mentre in Europa è utilizzato nel 20 - 30% degli alimenti affumicati.

## Legislazione italiana
L'impiego del fumo liquido in Italia è regolamentato dal D.Lgs. 25 gennaio 1992, n. 107 in attuazione delle direttive 88/388/CEE e 91/71/CEE relative agli aromi destinati ad essere impiegati nei prodotti alimentari ed ai materiali di base per la loro preparazione, che indica come soglia di 3,4-Benzopirene ammessa al massimo in quantità di 0,03 mg/kg nei prodotti alimentari. Come indicazione di purezza il D.Lgs. dice che "il fumo deve essere ottenuto per combustione di legna o di vegetali o parti di essi allo stato naturale, ad esclusione di legna o vegetali impregnati, colorati, incollati, dipinti o trattati in modo analogo".

## Rischi per la salute
Il fumo liquido è condensato e purificato per diminuire il tenore di sostanze potenzialmente tossiche come gli idrocarburi policiclici aromatici (IPA) come i benzopireni, che sono cancerogeni. Il fumo liquido puro è una sostanza corrosiva ma è utilizzato in quantità così minime che non causa alcun pericolo per la salute, dato che viene vaporizzato o immerso in soluzione da apposite macchine durante la produzione e i benzopireni rimangono in una dose molto inferiore alla loro nocività.